# Diogenes av Tarsus
Diogenes av Tarsus ledde Epikuros trädgård efter Demetrius Laco och före Orion. Han författade ett flertal verk, dock är de flesta försvunna. Bland dessa är:
- Epilektoi scholai (Grekiska: Ἐπίλεκτοι σχολαί), som troligtvis var en kollektion av essäer och avhandlingar på filosofiska ämnen
- An abridgement of the Ethics of Epicurus (Grekiska: ἐπιτομὴ τῶν Ἐρικούρου ἠθικῶν ζητημάτων)
- Peri poiêtikôn zêtematôn (Grekiska:Περὶ ποιητικῶν ζητμάτω), som försökte lösa problem inom poesi

Samt en serie verk under titeln "The Select Lectures".